# Цанкарева награда
Цанкарева награда (словен. Cankarjeva nagrada) је књижевна награда коју су 2019. године установили словеначки ПЕН центар, Словеначка академија наука и уметности, Истраживачки центар Словеначке академије наука и уметности и Универзитет у Љубљани. Награда носи име по Ивану Цанкару, словеначком писцу, есејисти, песнику и политичком активисти. Прва награда је додељена 2020. године. Цанкарева награда се додељује за најбоље оригинално књижевно дело у Словенији, а обухвата жанрове у којима је Иван Цанкар стварао. У почетку је награда износила 5.000 евра а од 2024. године износ је повећан на 7.000 евра.

## Добитници награде
| Година | Фотографија | Аутор             | Дело    | Остали финалисти                                                                                           | Референца |
| ------ | ----------- | ----------------- | ------- | --- | --------- |
| 2025.  |             | Барбара Корун     | словен. | - Милан Деклева, словен. - Фери Лаиншчек, словен. - Наташа Крамбергер, словен. - Муанис Синановић, словен. Vse luči| [ 3 ]     |
| 2024.  |             | Денис Шкофич      | словен. | - Пиа Презељ, словен. - Ања Мугерли, словен. - Матеја Гомбоц, словен. - Алеш Штегер, словен. Na kraju zapisano              | [ 4 ]     |
| 2023.  |             | Мојца Кумердеј    | словен. | - Катја Горечан, словен. - Адриана Кучи, словен. - Ладо Краљ, словен. - Мирана Ликар, словен.              | [ 5 ]     |
| 2022.  |             | Симона Семенич    | словен. | - Нина Драгичевич, словен. - Душан Шаротар, словен. Zvezdna karta                                                       | [ 6 ]     |
| 2021.  |             | Гашпер Краљ       | словен. | - Андреј Блатник, словен. - Мирана Ликар, словен. - Луција Степанчич, словен. Naj me kdo zbudi                             | [ 7 ]     |
| 2020.  |             | Себастијан Прегељ | словен. | - Винко Модерндорфер, словен. - Симона Семенич, словен. - Бране Сенегачник, словен. Pogovori z nikomer                       |           |